# Rynia (roślina)
Rynia (łac. Rhynia gwynne-vaughanii) – jedna z najstarszych roślin telomowych, porastająca wspólnie z horneami prawdopodobnie brzegi jezior, rzek lub bagien wczesnego dewonu. Należy do ryniofitów. Sporofit posiadał podziemną łodygę zwaną kłączem. Do podłoża przymocowana ona była za pomocą chwytników. Z kłącza wyrastały widlasto (dychotomicznie) rozgałęziające się bezlistne pędy, dochodzące do 20 cm wysokości, zakończone na szczytach zarodniami (pękniętymi na wierzchołkach). W zarodniach występowały zarodniki jednakowe skupione w tzw. tetradach.